# Protoconodonta
Ordre
Les protoconodontes (Protoconodonta en latin) sont un ordre fossile du Cambrien. Ce sont des animaux dont la forme rappelle les conodontes mais dont la composition est de nature organique ou faiblement phosphatique. 
Certains sont interprétés comme des crochets fossilisés de chaetognathes par Hubert Szaniawski sur la base d'une analyse comparative assez détaillée,.

## Phylogénie
Selon Bengtson, 1983
▲

 └─o Protoconodonta (éteint)

      └─o Paraconodontida (éteint)

           └─o Euconodonta (éteint)

## Genres  et espèces
Selon Fossilworks:
- †Mongolodus Missarzhevsky, 1977
  - †Maldeotaia bandalica
  - †Mongolodus maximi
  - †Mongolodus sulcus
- †Protohertzina Missarzhevsky, 1973 - extrême fin du Précambrien
  - †Protohertzina anabarica
  - †Protohertzina cuLtrata
  - †Protohertzina unguliformis

reclassés parmi les chaetognathes:
- †Phakelodus
  - †Phakelodus tenuis (Müller) (Prooneotodus tenuis Müller, 1959)
  - †Phakelodus savitzkyi (Abaimova)